# Industrieschnee

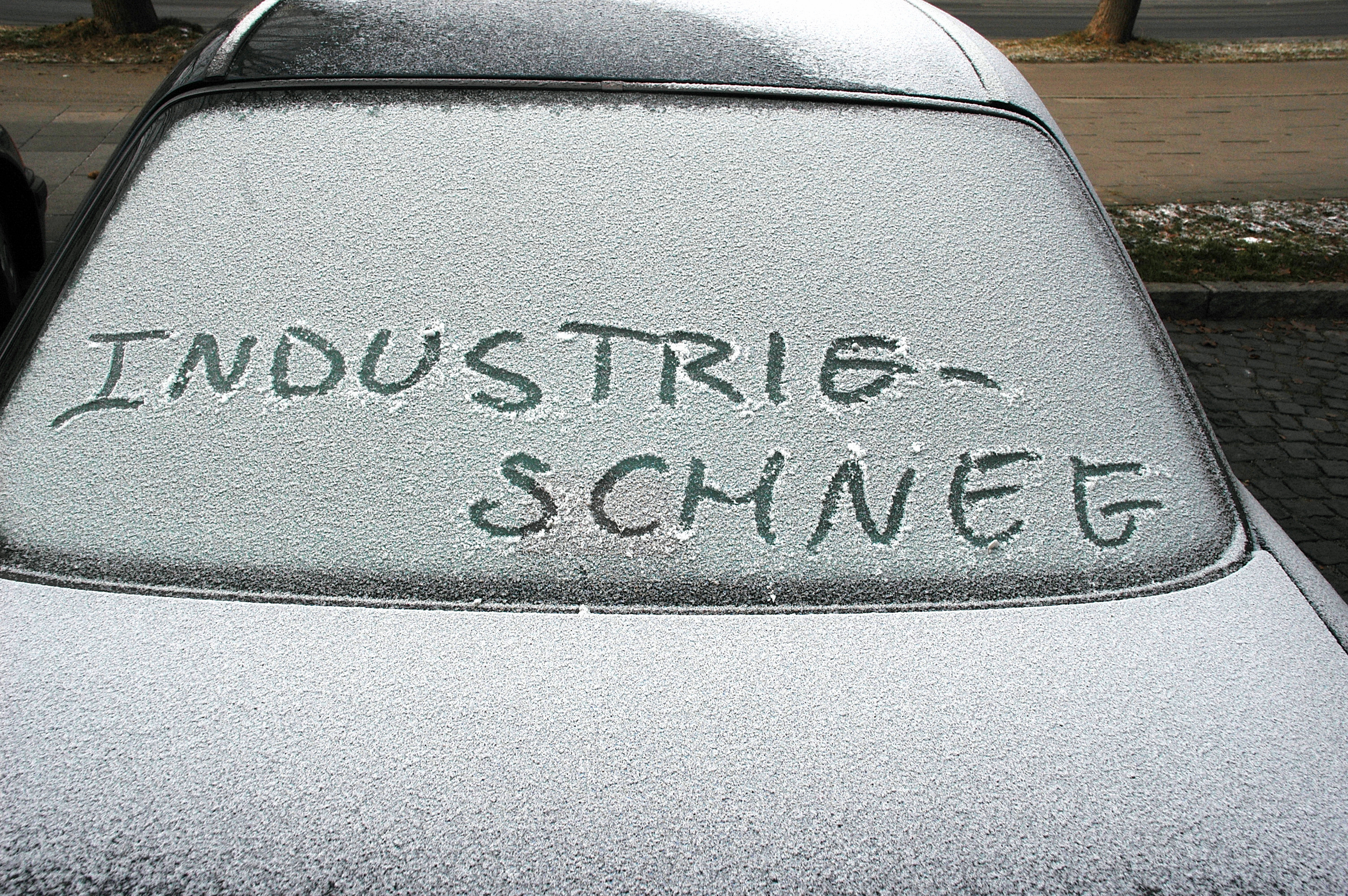
Industrieschnee-Struktur

Als Industrieschnee bezeichnet man Schnee, der durch Emissionen (vor allem von Wasserdampf und Kondensationskernen) durch Industrieanlagen hervorgerufen wird. Industrieschnee ist somit ein Beispiel für eine anthropogene, das heißt vom Menschen verursachte, lokal begrenzte Beeinflussung des Wetters.

## Entstehung
Bei sogenannten Inversionswetterlagen, wenn eine wärmere Luftschicht oberhalb einer kalten bodennahen Luftschicht liegt und dadurch einen vertikalen Luftaustausch verhindert, bleiben Emissionen aus industriellen, verkehrsbedingten und häuslichen Quellen unterhalb der warmen Schicht und können nicht abziehen. Die hohe Anzahl an kleinen Partikeln sind damit gleichzeitig auch Kondensationskerne, um die sich Wasser sammeln kann. Wenn dann noch ausreichend Feuchte und Temperaturen unter dem Gefrierpunkt vorliegen, kann feiner Schnee entstehen.  Solche Wetterlagen treten typischerweise lokal oder regional begrenzt auf und können in der Mitteleuropäischen Klimazone (Kühlgemäßigtes Klima) von etwa November bis Februar auftreten.
Als Voraussetzungen gelten:
1. Hochnebel über großen Ballungsräumen,
2. Verschärfung der Inversionsschicht über großen Ballungsräumen,
3. ausreichendes Feuchte- und zusätzliches Aerosolangebot und
4. Wind aus bestimmten Richtungen; nicht zu starke, aber laminare Strömung.

## Beschaffenheit
Der Schnee ist feinkörniger als normaler Schnee (Naturschnee), da er aus deutlich geringeren Höhen als dieser stammt (100 bis 200 m) und die Eiskristalle daher nicht genügend Zeit haben, sich voll auszubilden. Er ist lokal begrenzt und je nach Quelle des Wasserdampfes und der Kondensationskeime gegebenenfalls auch stärker mit Schadstoffen belastet als herkömmlicher Schnee. Industrieschnee haftet aufgrund seiner feinen Körnung wie Reif auch noch an (und in) Objekten, die bei natürlichem Schneefall davon nicht betroffen wären, weil herkömmlicher Schnee bereits wieder abfallen (Gewicht pro Auflagefläche) oder bestimmte Stellen (Äste innerhalb von Baumkronen) nicht erreichen würde. Die Beschaffenheit des Industrieschnees wird auch, gemäß unterschiedlicher Beobachtungen, als besonders leicht und als feinkörnig beschrieben, da bei manchen Industrieschneefällen die Kristalle in Bodennähe nur noch sehr langsam zu Boden sinken und im betroffenen Gebiet einen sehr feinen, „glitzernden“ Schneefall, quasi „Schneestaub“ verursachen, ähnlich den Schneeverwehungen an Berggipfeln und -graten. Dieses Phänomen kann man besonders gut bei Nacht in Städten und bei eingeschalteter Straßenbeleuchtung beobachten.
Bei der chemischen Analyse von Industrieschnee zeigt sich außerdem, dass Industrieschnee viel stärker durch Schadstoffe belastet ist, als herkömmlicher Schnee. Dies ist durch seine anthropogene Entstehung (Einwirken von zusätzlichen Aerosolen) zu erklären.